# Lavalu Fatu
Lavalu Fatu est un joueur de football samoan-américain né le 16 mai 1984 aux Samoa américaines. Ce joueur a fait partie de l'effectif de l'équipe des Samoa américaines ayant perdu sur le score de 31-0 contre l'Australie lors des éliminatoires de la coupe du monde 2002.